# Gesetzliche Feiertage in der Ukraine

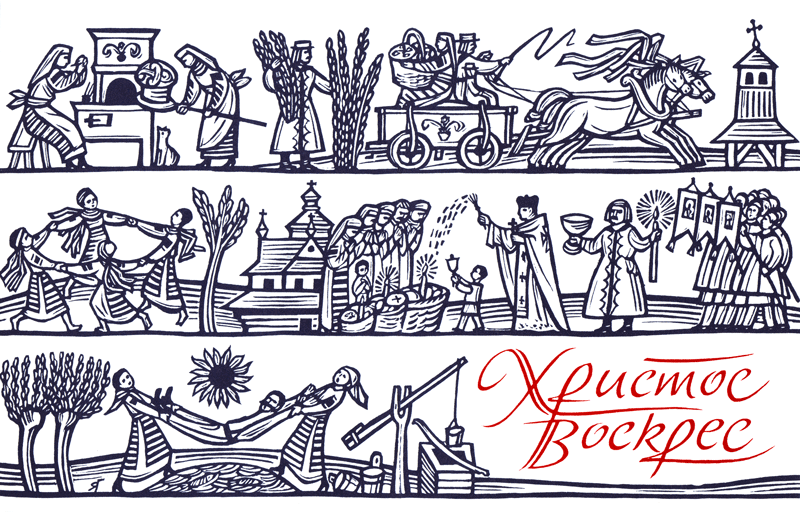
Osterpostkarte (von Jacques Hnizdovsky)

Gesetzliche Feiertage der Ukraine (ukrainisch Свята України ‚Swjata Ukrajiny‘) sind offizielle arbeitsfreie Tage, an denen Arbeitgeber in der Ukraine verpflichtet sind, ihren Arbeitnehmern das Gehalt bzw. den Lohn fortzuzahlen. Von allen Feiertagen in der Ukraine haben gemäß Artikel 73 des von der Werchowna Rada verabschiedeten Arbeitsgesetzbuchs der Ukraine seit dem 20. Juli 2023 11 Tage im Jahr den offiziellen Status von arbeitsfreien Tagen. Nachfolgend eine vollständige Liste der Feiertage und arbeitsfreien Tage in der Ukraine.

## Öffentliche Feiertage
Anmerkung: Die Tabelle listet nur öffentliche Feiertage, z. B. Feiertage, welche als öffentliche Ruhetage (Nicht-Arbeitstage) angesehen werden.
| Datum                                 | Typ        | Deutscher Name                                                                                 | Offizieller Ukrainischer Name (Informeller lokaler Name) | Bemerkungen |
| ------------------------------------- | ---------- | ---------------------------------------------------------------------------------------------- | --- | --- |
| 1. Januar                             | staatlich  | Neujahr                                                                                        | Новий рік (Nowyj rik) | |
| 8. März                               | staatlich  | Internationaler Frauentag                                                                      | Міжнародний жіночий день (Mishnarodnyj shinotschyj den) | |
| Sonntag zwischen 4. April und 8. Mai  | christlich | Ostern                                                                                         | Великдень (Welykden) | Neujulianischer Kalender                                                                                              |
| 1. Mai                                | staatlich  | Tag der Arbeit                                                                                 | День праці (Den prazi) | Bis 2018 war auch der 2. Mai ein Feiertag                                                                             |
| 8. Mai                                | staatlich  | Tag des Gedenkens und des Sieges über den Nationalsozialismus im Zweiten Weltkrieg 1939 – 1945 | День пам'яті та перемоги над нацизмом у Другій світовій війні 1939 – 1945 років (Den pam'jati ta peremohy nad nazysmom u Druhij switowij wijni 1939 – 1945 rokiw) | Zum Gedenken an das Ende des Zweiten Weltkriegs und den Sieg der Alliierten über NS-Staat                             |
| Sonntag zwischen 23. Mai und 26. Juni | christlich | Pfingsten                                                                                      | Трійця (Trijzja) | Neujulianischer Kalender                                                                                              |
| 28. Juni                              | staatlich  | Verfassungstag der Ukraine                                                                     | День Конституції України (Den Konstytuziji Ukrajiny) | Es erinnert an die Verfassung der Ukraine von 1996                                                                    |
| 15. Juli                              | staatlich  | Tag der ukrainischen Staatlichkeit                                                             | День Української Державності (Den Ukrajinskoji Dershawnosti) | Gedenken an die Christianisierung der Kiewer Rus (28. Juli bis 2023)                                                  |
| 24. August                            | staatlich  | Unabhängigkeitstag der Ukraine                                                                 | День незалежності України (Den nesaleshnosti Ukrajiny) | Unabhängigkeit von der UdSSR im Jahr 1991 (16. Juli bis 1991)                                                         |
| 1. Oktober                            | staatlich  | Tag der Verteidiger und der Verteidigerinnen der Ukraine                                       | День захисників і захисниць України (Den sachysnykiw i sachysnyz Ukrajiny)                                                                                        | Feiertag seit 2015 (14. Oktober bis 2022)                                                                             |
| 25. Dezember                          | christlich | Weihnachten                                                                                    | Різдво Христове (Risdwo Chrystowe) | Religiöser Feiertag seit 2017, zuvor am 7. Januar gefeiert (von 2017 bis 2022 am 7. Januar und 25. Dezember gefeiert) |

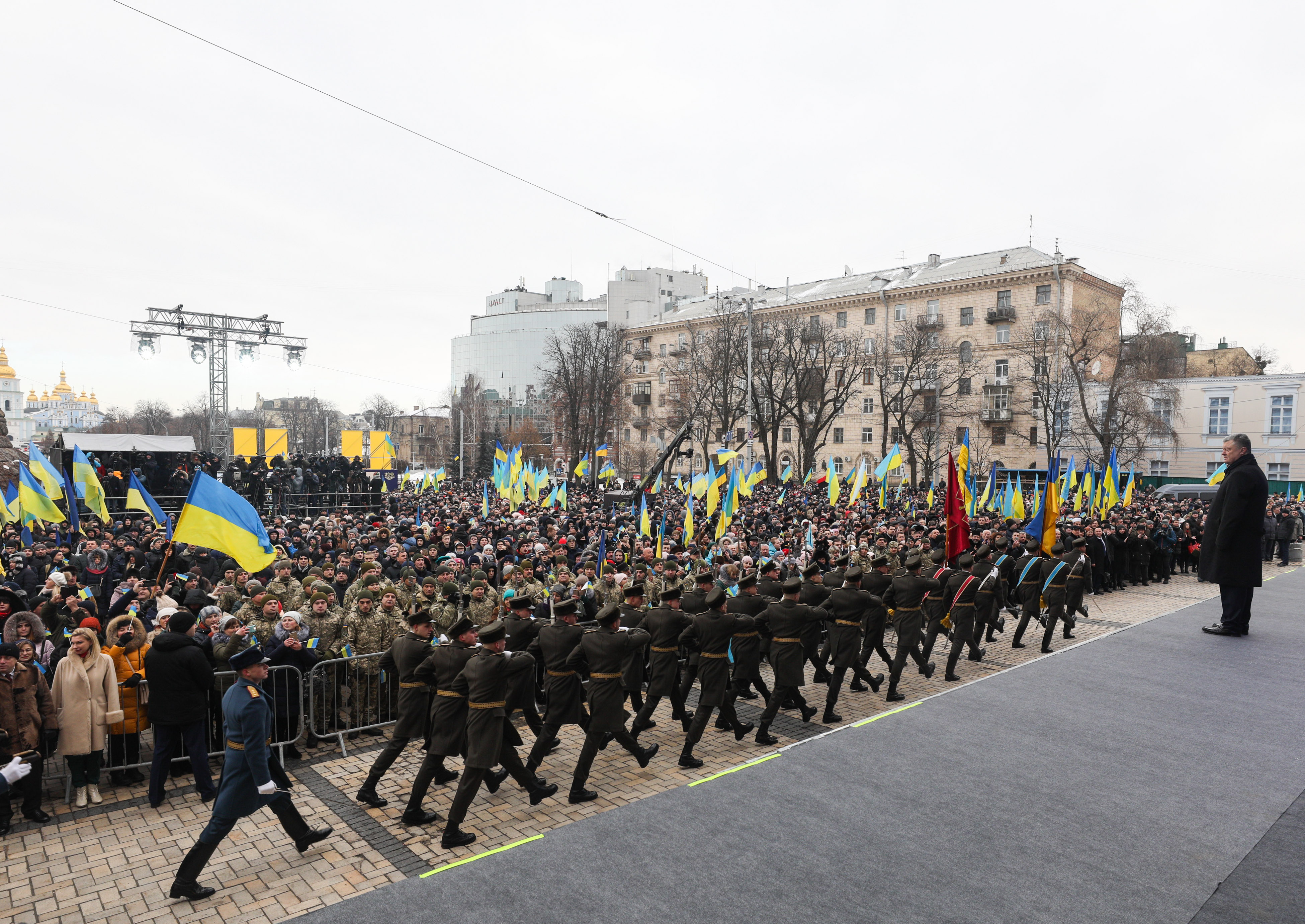
Veranstaltung zum Tag der ukrainischen Einheit, 2019

Fällt ein Feiertag auf ein Wochenende (z. B. Samstag oder Sonntag), wird auch der darauffolgende Werktag (z. B. Montag) zum offiziellen Ruhetag.
Wenn nur ein oder nur zwei Arbeitstage zwischen einem Feiertag und einem anderen arbeitsfreien Tag liegen, gibt das Ministerkabinett der Ukraine in der Regel eine Empfehlung heraus, diese Lücke zu vermeiden, indem diese Arbeitstage auf einen bestimmten Samstag verlegt werden (d. h., um ununterbrochene Feiertage zu haben, aber um dies durch Arbeit an einem anderen Tag auszugleichen, der ein freier Tag wäre). Normalerweise betreffen solche Empfehlungen nur diejenigen Mitarbeiter, deren wöchentliche freie Tage Samstag und Sonntag sind.
Bevor die Orthodoxe Kirche der Ukraine und die Ukrainische Griechisch-Katholische Kirche im September 2023 auf den Neujulianischen Kalender umstellte, wurden alle religiösen Feiertage nach dem Julianischen Kalender begangen, seitdem wird Weihnachten offiziell am 25. Dezember gefeiert. Von 2017 bis 2022 wurde Weihnachten in der Ukraine an zwei verschiedenen Tagen gefeiert, am 7. Januar (dem Datum des Feiertags nach dem Julianischen Kalender) und am 25. Dezember (dem Datum des Feiertags nach dem Gregorianischen und dem revidierten Neujulianischeen Kalender). Ab 2023 wird Weihnachten in der Ukraine offiziell nur noch am 25. Dezember gefeiert.

## Nationale Feiertage

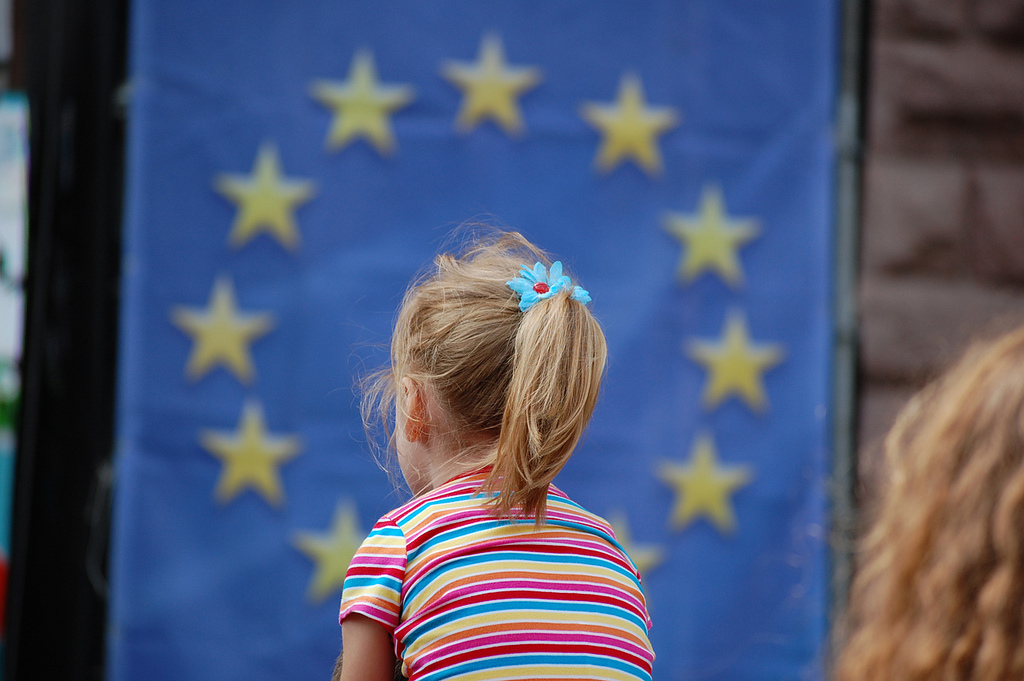
Feier des Europatags auf Chreschtschatyk, Stadt Kiew. 19. Mai 2012.

Die folgenden Tage sind nationale Feiertage in Ukraine, obwohl sie keine Ruhetage sind:
- 22. Januar – Tag der ukrainischen Einheit
- 9. Mai – Europatag[15]
- 23. August – Tag der Staatsflagge
- 27. Oktober – Tag der ukrainischen Schrift und Sprache
- 28. Oktober – Tag der Befreiung der Ukraine von faschistischen Invasoren
- 21. November – Tag der Würde und Freiheit

## Frühere Feiertage
- 7. Januar – Weihnachten[16]
- 2. Mai – Tag der Arbeit[17]
- 9. Mai – Tag des Sieges über den Nationalsozialismus im Zweiten Weltkrieg[18]
- 16. Juli – Unabhängigkeitstag der Ukraine[19]
- 7. November – 8. November – Jahrestag der Großen Sozialistischen Oktoberrevolution[20]